# Tsamaya
Tsamaya – wieś w Botswanie w dystrykcie North East. Według spisu ludności z 2011 roku wieś liczyła 2387 mieszkańców.